# Indragiri Hulu
Indragiri Hulu is een regentschap in de provincie Riau op het eiland Sumatra, Indonesië. Het regentschap heeft een oppervlakte van 8200 km² en heeft 279.495 inwoners (2002). De hoofdstad van Indragiri Hulu is Rengat.
Indragiri Hulu grenst in het noorden aan het regentschap Pelalawan, in het oosten aan het regentschap Indragiri Hilir, in het zuiden aan het regentschap Tebo (provincie Jambi) en in het westen aan het regentschap Kuantan Singingi.
Het regentschap is onderverdeeld in negen kecamatan:
- Batang Cenaku
- Batang Gansal
- Lirik
- Kelayang
- Pasir Penyu
- Peranap
- Rengat
- Rengat Barat
- Seberida

## Bezienswaardigheden
Een van de belangrijkste bezienswaardigheden in het regentschap is Taman Nasional Bukit Tigapuluh, een nationaal park dat zo'n 144.223 ha beslaat en vooral bestaat uit regenwoud en moerassen.